# La Saison des amours (téléfilm)
Pour les articles homonymes, voir Saison des amours.
La Saison des amours (Strawberry Summer) est un téléfilm américain réalisé par Kevin Connor, diffusé le 25 août 2012 sur Hallmark Movie Channel et en France le 18 janvier 2013 sur M6.

## Synopsis
Professeur de musique, Beth Landon est la reine du festival de la fraise de la petite ville de Fairland. Eileen, sa mère, qui s'occupe également du festival, est étonnée qu'elle ait réussi à y inviter le jeune prodige de la musique country, le beau Jason Keith, dont le manager est un ami d'enfance de Beth. Mais l'aura de Jason a terni depuis qu'il a pris l'habitude d'annuler ses concerts au dernier moment, avec une désinvolture et un dédain affichés. Eileen espère que le jeune homme ne les laissera pas tomber. Jason est bien là pour passer sa semaine de festival, mais il n'arrête pas de tout critiquer, au grand désespoir de Beth qui cherche à le comprendre en fouillant dans son passé…

## Fiche technique
- Titre original : Strawberry Summer
- Réalisation : Kevin Connor
- Scénario : Jim Head et Gary Goldstein
- Photographie : James W. Wrenn
- Pays : États-Unis
- Durée : 85 minutes

## Distribution
- Julie Mond (en) (VF : Hélène Bizot) : Beth Landon
- Trevor Donovan (VF : Mathias Kozlowski) : Jason Keith
- Shelley Long (VF : Élisabeth Fargeot) : Eileen Landon
- Becky O'Donohue (en) (VF : Pamela Ravassard) : Roxanne Russo
- Barry Van Dyke : Jim Landon
- Michelle DeFraites (VF : Flora Kaprielian) : Kara Wright
- Dexter Darden : Noah
- Jeff Torres : le photographe
- Meagen Fay (VF : Marie-Martine) : Mimi